# Daniel Đokić
Daniel Đokic, född 11 september 1979 i München i dåvarande Västtyskland, är en serbisk-tysk popsångare och skådespelare.
Đokic började sin karriär som skådespelare i den tyska såpoperan Marienhof (1998-2002), där han spelade karaktären Mario Losa. 2005-2006 medverkade han i den serbiska telenovelan Jelena.
Han släppte sitt första studioalbum, Zagrli me ti, 2001. Han har till dags dato (2014) släppt totalt 5 studioalbum.

## Diskografi
- Zagrli me ti (2001)
- Iza Ponoci (2002)
- Laz Nedelje (2003)
- Zivot Moj (2007)
- Best Of: Supreme Collection (2012)